# غاري هولاند
غاري هولاند (بالإنجليزية: Gary Holland)‏ هو طبال أمريكي، ولد في 14 سبتمبر 1958.